# Scarbro
Scarbro – jednostka osadnicza w Stanach Zjednoczonych, w stanie Wirginia Zachodnia, w hrabstwie Fayette.